# Misgolas robertsi
Misgolas robertsi är en spindelart som först beskrevs av Main och Mascord 1974.  Misgolas robertsi ingår i släktet Misgolas och familjen Idiopidae.
Artens utbredningsområde är New South Wales. Inga underarter finns listade i Catalogue of Life.